# Белвуд (Пенсилванија)
Белвуд (енгл. Bellwood) град је у америчкој савезној држави Пенсилванија.

## Демографија
По попису из 2010. године број становника је 1.828, што је 188 (-9,3%) становника мање него 2000. године.
| Група             | 2000.         | 2010.         |
| Белци             | 1.985 (98,5%) | 1.786 (97,7%) |
| Афроамериканци    | 2 (0,1%)      | 6 (0,3%)      |
| Азијати           | 4 (0,2%)      | 2 (0,1%)      |
| Хиспаноамериканци | 18 (0,9%)     | 18 (1,0%)     |
| Укупно            | 2.016         | 1.828         |